# Jean Desmasures
Jean Desmasures (1928.) je bivši francuski hokejaš na travi.
Na hokejaškom turniru na Olimpijskim igrama 1952. u Helsinkiju je igrao za Francusku, koja je ispala u četvrtzavršnici. Bio je najmlađi igrač u francuskom sastavu.
Na hokejaškom turniru na Olimpijskim igrama 1960. u Rimu je igrao za Francusku, koja je na kraju zauzela 10. mjesto.

## Vanjske poveznice
- Profil na Sports Reference.com  Arhivirana inačica izvorne stranice od 14. prosinca 2012. (Wayback Machine)